# Dolnik (gmina Okonek)
Dolnik – kolonia w Polsce położona w województwie wielkopolskim, w powiecie złotowskim, w gminie Okonek.